# Hrabia Balcarres
Hrabiowie Balcarres 1. kreacji (parostwo Szkocji)
- 1651–1659: Alexander Lindsay, 1. hrabia Balcarres
- 1659–1662: Charles Lindsay, 2. hrabia Balcarres
- 1662–1722: Cohn Lindsay, 3. hrabia Balcarres
- 1722–1736: Alexander Lindsay, 4. hrabia Balcarres
- 1736–1768: James Lindsay, 5. hrabia Balcarres
- 1768–1825: Alexander Lindsay, 6. hrabia Balcarres
- 1825–1869: James Lindsay, 24. hrabia Crawford i 7. hrabia Balcarres

Następni hrabiowie Balcarres: patrz - Hrabia Crawford